# 3 Pułk Pancerny (II RP)
3 pułk pancerny (3 ppanc) – oddział broni pancernych Wojska Polskiego w II Rzeczypospolitej.

## Formowanie i zmiany organizacyjne
3 pułk pancerny został sformowany na podstawie rozkazu Ministra Spraw Wojskowych z dnia 7 sierpnia 1931. Do 31 października 1931 w Twierdzy Modlin zostało zorganizowane dowództwo pułku i I batalion. Z dniem 1 września 1931 w skład jednostki została włączona Doświadczalna Grupa Pancerno-Motorowa, stacjonująca w Warszawie, w Koszarach Sierakowskich przy ulicy Konwiktorskiej oraz w położonym naprzeciw jednym z zewnętrznych fortów Cytadeli.
Doświadczalna Grupa Pancerno-Motorowa składała się wówczas z plutonu czołgów lekkich Vickers, kompanii czołgów rozpoznawczych i pododdziałów piechoty zmotoryzowanej. Planowano przekształcenie grupy w 2 batalion, lecz do końca istnienia pułku zamiar ten nie został urzeczywistniony. 1 batalion był wyposażony wyłącznie w czołgi rozpoznawcze.
Wiosną 1934 pułk został rozformowany. Dwie kompanie czołgów i jedna kompania szkolna zostały dyslokowane do Lwowa i wcielone do 6 batalionu czołgów i samochodów pancernych. Doświadczalna Grupa Pancerno-Motorowa została przeniesiona z Warszawy do Modlina i włączona w skład Centrum Wyszkolenia Czołgów i Samochodów Pancernych, jako doświadczalny batalion pancerno-motorowy. Pododdział ten w 1937 został przemianowany na 11 batalion pancerny. Z dotychczasowego składu grupy została zorganizowana kompania czołgów, którą wcielono do 3 batalionu czołgów i samochodów pancernych.

## Obsada etatowa

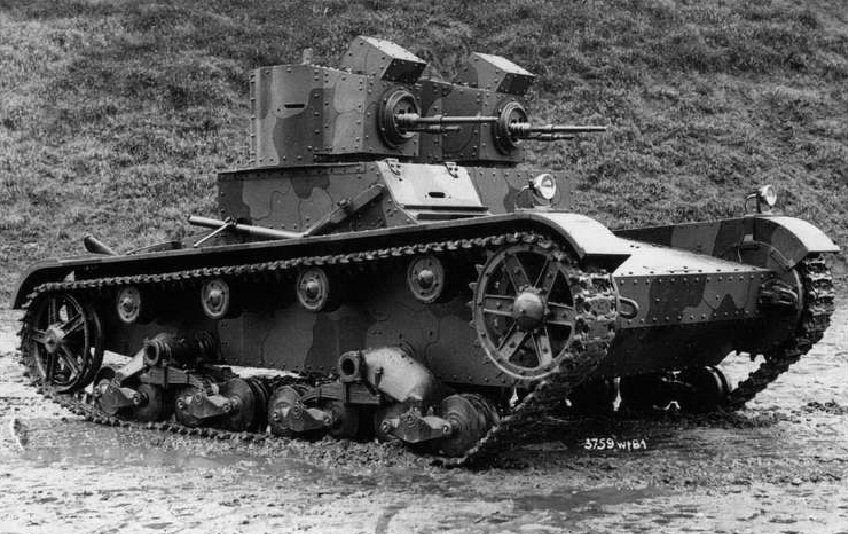
czołg -Vickers E

- dowódca pułku – mjr dypl. sap. Mieczysław Wilczewski
- zastępca dowódcy pułku – mjr dypl. piech. Marian Strażyc
- dowódca I batalionu – mjr piech. Tadeusz Szmoniewski
- dowódca Dośw. Gr. Panc. Mot. – mjr dypl. kaw. Zygmunt II Miłkowski

Oficerowie